# In the Year 2525
In the Year 2525 is een nummer van het Amerikaanse duo Zager & Evans. Het nummer werd uitgebracht op hun debuutalbum 2525 (Exordium & Terminus) uit 1969. In 1968 werd het nummer uitgebracht als hun debuutsingle.

## Achtergrond
In the Year 2525 is geschreven door groepslid Rick Evans en geproduceerd door het duo. Het nummer opent met een couplet waarin uitgelegd wordt dat wanneer de mensheid in het jaar 2525 nog leeft, zij de daarna beschreven gebeurtenissen mee zal maken. Daaropvolgende coupletten spelen zich af met een interval van 1010 jaar, tussen de jaren 3535 en 6565. In elk millennium wordt het leven steeds meer geautomatiseerd: zo worden gedachten in pillen geprogrammeerd die door mensen worden geslikt, nemen machines al het werk over, waardoor ogen, tanden en ledematen hun nut verliezen, en wordt het huwelijk overbodig doordat kinderen in reageerbuizen worden gekweekt. Hierna gaat het nummer een halve toon omhoog, van as-mineur naar a-mineur
In de laatste drie millennia wordt het nummer in bes-mineur gespeeld en wordt de tekst meer apocalyptisch: in het jaar 7510 heeft de wederkomst van Jezus al plaatsgevonden, en een millennium later vindt de dag des oordeels plaats. Hierna schakelt het nummer over naar b-mineur en wordt het jaar 9595 bezongen, waarin de aarde door alle middelen heen is en de mensheid uit zal sterven.
In het jaar 10000 leeft de mens al niet meer, maar tegelijk wordt bezongen dat in een ander universum het scenario van het nummer nog plaats moet vinden. Hierna worden de eerste coupletten tot aan de fade-out herhaald.

## Opname en successen
Evans schreef In the Year 2525 al in 1964, maar in 1968 werd het pas door het duo opgenomen. De opname vond plaats in een koeienweide in Odessa, Texas. Dat jaar werd het ook voor het eerst uitgebracht als single op een klein, regionaal platenlabel, Truth Records. Een jaar later werd het opgepikt door het grotere platenlabel RCA Records en werd het een wereldwijde nummer 1-hit. Onder anderen in de Verenigde Staten, het Verenigd Koninkrijk, Canada, Ierland en Duitsland werd de hoogste positie bereikt. In de Verenigde Staten stond het futuristische nummer op de hoogste positie rond dezelfde tijd dat de maanlanding met de Apollo 11 plaatsvond.
Ook in Nederland werd de plaat een grote hit. De single bereikte de nummer 1-positie in zowel de Veronica Top 40 en de Hilversum 3 Top 30. In Vlaanderen stond het op nummer 1 in de voorloper van de Ultratop 50. Zager & Evans zijn met het nummer de enige artiest die in zowel de Verenigde Staten als in het Verenigd Koninkrijk een nummer 1-hit hadden en nooit meer in de hitlijsten stonden. In Nederland scoorde het duo later in 1969 met Cary Lynn Javes nog wel een tweede Veronica Top 40 en Hilversum 3 Top 30-hit.
In the Year 2525 is gecoverd door onder meer Dalida, Laibach en Visage. Tevens werd het gebruikt in de films 1968 Tunnel Rats (als titelnummer) en Alien³ , in het televisieprogramma Millennium en op het einde van aflevering 4, seizoen 1, van de Netflix-serie Van Helsing. Daarnaast werd het nummer geparodieerd in de televisieserie Futurama onder de titel In the Year 252525.

## Hitnoteringen

### Nederlandse Top 40
| Hitnotering: 26-07-1969 t/m 25-10-1969 | Hitnotering: 26-07-1969 t/m 25-10-1969 | Hitnotering: 26-07-1969 t/m 25-10-1969 | Hitnotering: 26-07-1969 t/m 25-10-1969 | Hitnotering: 26-07-1969 t/m 25-10-1969 | Hitnotering: 26-07-1969 t/m 25-10-1969 | Hitnotering: 26-07-1969 t/m 25-10-1969 | Hitnotering: 26-07-1969 t/m 25-10-1969 | Hitnotering: 26-07-1969 t/m 25-10-1969 | Hitnotering: 26-07-1969 t/m 25-10-1969 | Hitnotering: 26-07-1969 t/m 25-10-1969 | Hitnotering: 26-07-1969 t/m 25-10-1969 | Hitnotering: 26-07-1969 t/m 25-10-1969 | Hitnotering: 26-07-1969 t/m 25-10-1969 | Hitnotering: 26-07-1969 t/m 25-10-1969 | Hitnotering: 26-07-1969 t/m 25-10-1969 |
| Week                                   | 1                                      | 2                                      | 3                                      | 4                                      | 5                                      | 6                                      | 7                                      | 8                                      | 9                                      | 10                                     | 11                                     | 12                                     | 13                                     | 14                                     |                                        |
| -------------------------------------- | -------------------------------------- | -------------------------------------- | -------------------------------------- | -------------------------------------- | -------------------------------------- | -------------------------------------- | -------------------------------------- | -------------------------------------- | -------------------------------------- | -------------------------------------- | -------------------------------------- | -------------------------------------- | -------------------------------------- | -------------------------------------- | -------------------------------------- |
| Positie                                | 20                                     | 7                                      | 2                                      | 1                                      | 1                                      | 1                                      | 1                                      | 2                                      | 4                                      | 5                                      | 8                                      | 14                                     | 26                                     | 36                                     | uit                                    |

### Hilversum 3 Top 30
| Hitnotering: 26-07-1969 t/m 18-10-1969 | Hitnotering: 26-07-1969 t/m 18-10-1969 | Hitnotering: 26-07-1969 t/m 18-10-1969 | Hitnotering: 26-07-1969 t/m 18-10-1969 | Hitnotering: 26-07-1969 t/m 18-10-1969 | Hitnotering: 26-07-1969 t/m 18-10-1969 | Hitnotering: 26-07-1969 t/m 18-10-1969 | Hitnotering: 26-07-1969 t/m 18-10-1969 | Hitnotering: 26-07-1969 t/m 18-10-1969 | Hitnotering: 26-07-1969 t/m 18-10-1969 | Hitnotering: 26-07-1969 t/m 18-10-1969 | Hitnotering: 26-07-1969 t/m 18-10-1969 | Hitnotering: 26-07-1969 t/m 18-10-1969 | Hitnotering: 26-07-1969 t/m 18-10-1969 | Hitnotering: 26-07-1969 t/m 18-10-1969 |
| Week                                   | 1                                      | 2                                      | 3                                      | 4                                      | 5                                      | 6                                      | 7                                      | 8                                      | 9                                      | 10                                     | 11                                     | 12                                     | 13                                     |                                        |
| -------------------------------------- | -------------------------------------- | -------------------------------------- | -------------------------------------- | -------------------------------------- | -------------------------------------- | -------------------------------------- | -------------------------------------- | -------------------------------------- | -------------------------------------- | -------------------------------------- | -------------------------------------- | -------------------------------------- | -------------------------------------- | -------------------------------------- |
| Positie                                | 14                                     | 6                                      | 2                                      | 2                                      | 1                                      | 1                                      | 3                                      | 3                                      | 5                                      | 5                                      | 6                                      | 16                                     | 27                                     | uit                                    |

### NPO Radio 2 Top 2000
| Nummer met noteringen in de NPO Radio 2 Top 2000 | '99 | '00 | '01 | '02 | '03 | '04 | '05 | '06 | '07 | '08 | '09 | '10 | '11 | '12  | '13  | '14  | '15  | '16  | '17  | '18  |
| ------------------------------------------------ | --- | --- | --- | --- | --- | --- | --- | --- | --- | --- | --- | --- | --- | ---- | ---- | ---- | ---- | ---- | ---- | ---- |
| In the Year 2525                                 | 410 | 500 | 515 | 609 | 423 | 480 | 426 | 692 | 740 | 570 | 536 | 673 | 787 | 1254 | 1315 | 1067 | 1197 | 1377 | 1403 | 1955 |

1. ↑  Een vetgedrukt getal geeft de hoogste notering aan.
2. ↑  Deze tabel is bijgewerkt tot en met de laatste editie (2024).